# Eleição presidencial no Brasil em 2018
A eleição presidencial de 2018 no Brasil foi realizada em dois turnos. O primeiro aconteceu em 7 de outubro de 2018, e o segundo em 28 de outubro de 2018, ambos em domingos. Foi a 8.ª eleição presidencial do país após a promulgação da Constituição Federal de 1988. Foi disputada entre Fernando Haddad (PT) e Jair Bolsonaro (PSL, atualmente fundido no União Brasil), que saiu-se como o vencedor. O candidato e seu vice foram empossados em 1 de janeiro de 2019 para um mandato de quatro anos.
Na eleição presidencial anterior, em 2014, Dilma Rousseff foi reeleita presidente. Empossada em 2015, acabou sendo afastada do cargo pelo Congresso Nacional em agosto de 2016 em processo de impeachment por irresponsabilidade administrativa e substituída pelo seu vice-presidente, Michel Temer, que decidiu não se candidatar à reeleição em 2018.
Fiscalizada pelo Tribunal Superior Eleitoral, a eleição presidencial de 2018 teve algumas regras diferentes em relação às eleições anteriores, como a vedação do financiamento empresarial aos candidatos e uma campanha eleitoral com período menor. A internet  ganhou mais espaço nas eleições com a liberação da arrecadação por ferramentas de financiamento coletivo (conhecidas também como vaquinhas). O TSE aprovou o calendário eleitoral das eleições de 2018, definindo 16 de agosto como início da campanha eleitoral. Com treze candidatos confirmados pelas convenções partidárias, esta eleição teve o maior número de candidatos em 29 anos.

## Contexto

### Segundo governo Dilma e crise

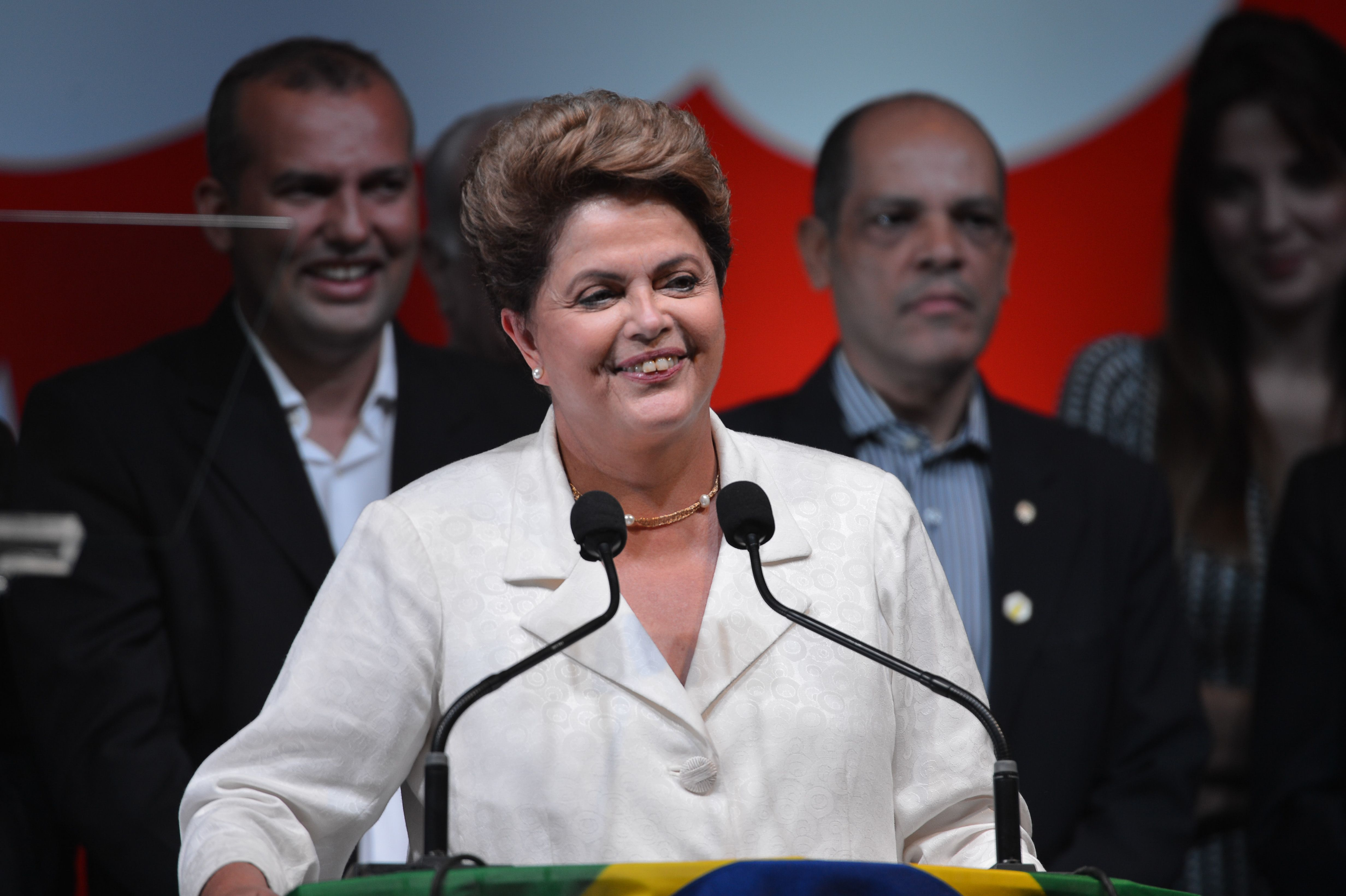
A presidente Dilma Rousseff comemorando sua reeleição, em 26 de outubro de 2014.

Em 26 de outubro de 2014, na eleição presidencial de 2014, a Presidente Dilma Rousseff (PT) foi reeleita com 51,6% dos votos válidos, derrotando o Senador Aécio Neves (PSDB) na eleição presidencial que seria a mais acirrada da história do Brasil até aquele momento. A reeleição de Dilma marcou a quarta eleição presidencial consecutiva vencida pelo PT, sendo a sexta, também consecutiva, em que os dois principais postulantes eram filiados ao PT e PSDB. Dilma iniciou seu segundo mandato em janeiro de 2015 enfraquecida em meio a grave crise econômica e política. A crise econômica levou o governo a tomar medidas impopulares, incluindo cortes bilionários no orçamento e aumento de impostos. Em paralelo, revelações da operação Lava Jato acentuaram-se e implicaram diversos políticos governistas e oposicionistas. Com a impopularidade de Dilma, manifestações antigovernamentais mobilizaram milhões de pessoas que demandavam a saída da presidente. Em agosto de 2016, o Senado determinou por 61 a 20 o impeachment da presidente com a alegação de que teria violado leis orçamentárias.

### Governo Temer e a continuação da crise

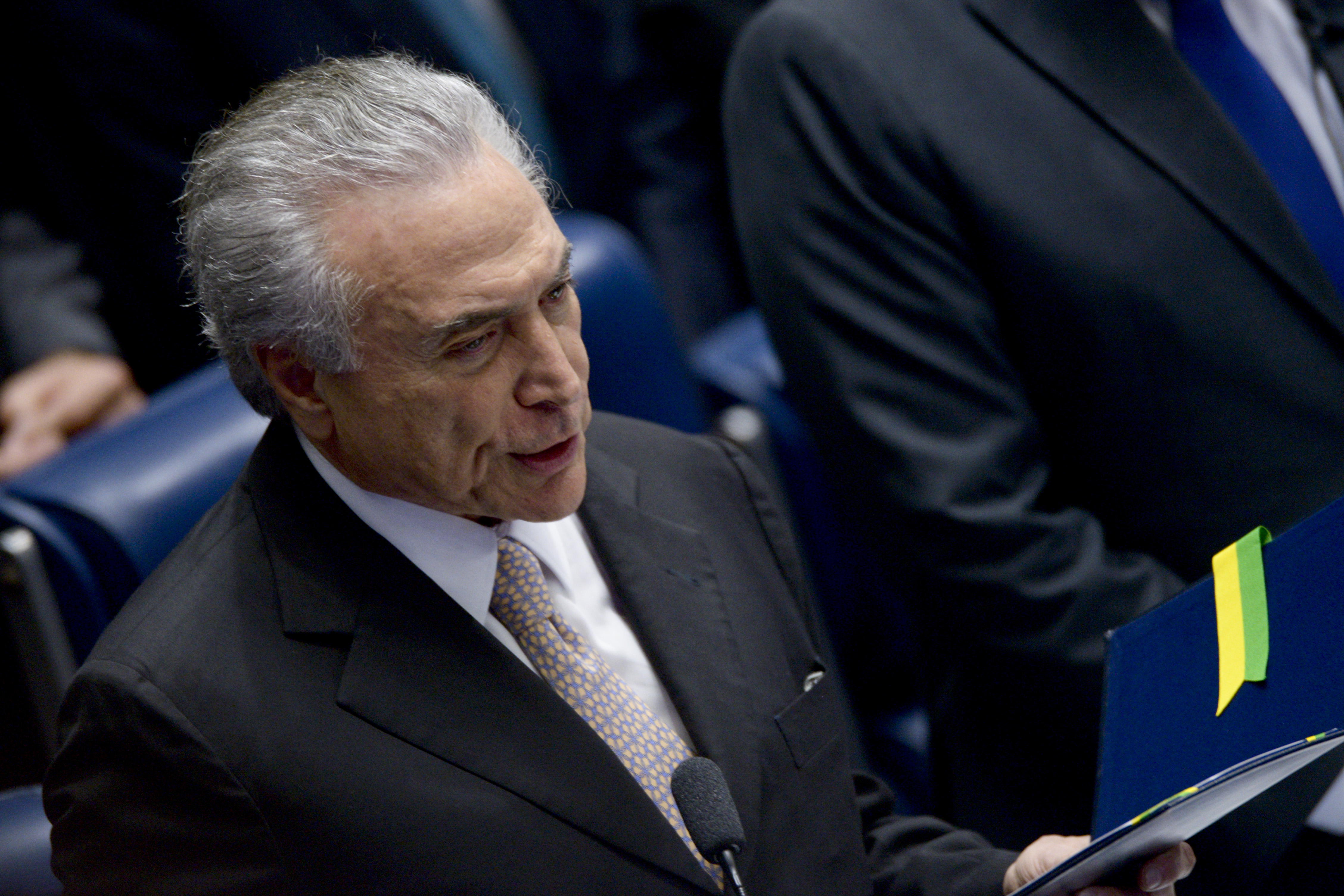
Michel Temer sendo empossado Presidente da República, em 31 de agosto de 2016.

Após engajar-se pessoalmente na obtenção de votos favoráveis para a aprovação do impeachment de sua antecessora, Temer se tornou o 37.º Presidente da República. Temer formou uma ampla base aliada no Congresso e conseguiu aprovar algumas das medidas que considerava essenciais, incluindo o Novo Regime Fiscal e uma Reforma Trabalhista. Alguns indicadores econômicos apresentaram melhoria, como a inflação e o crescimento do produto interno bruto, enquanto o desemprego se manteve com a tendência de aumento do governo da petista.
O impeachment de Dilma e o início do governo Temer não foram capazes de estancar a crise política. Em 2017, Temer foi denunciado duas vezes pela Procuradoria-Geral da República por suspeita de corrupção passiva, obstrução da Justiça e organização criminosa, sendo o primeiro Presidente da República alvo de uma denúncia criminal durante o exercício de seu mandato. Com um índice de rejeição superior a 80 por cento em alguns levantamentos realizados na pré-campanha, Temer, que atuou para ser candidato à reeleição em 2018, acabou desistindo de se candidatar.

## Processo eleitoral

Logo oficial das eleições de 2018, usado pela Justiça Eleitoral.

Em outubro de 2017, o Congresso Nacional aprovou as regras que valeriam para a eleição presidencial de 2018. Assim como ocorreu nas eleições municipais de 2016, a campanha eleitoral para o primeiro turno foi reduzida pela metade em comparação com a campanha de 2014. Se nenhum candidato obtivesse mais de 50 por cento dos votos válidos, uma segunda votação com os dois candidatos mais votados seria realizada no último domingo de outubro, dia 28.
Durante o primeiro turno, o horário eleitoral no rádio e na televisão duraria 35 dias, com dois blocos diários de 12 minutos e meio cada. Para a definição do tempo no horário eleitoral para cada candidato, o Tribunal Superior Eleitoral usou um cálculo no qual 10 por cento deste tempo era dividido igualmente entre todos os candidatos e os demais 90 por cento de acordo com a bancada de deputados federais eleita na Câmara dos Deputados em 2014. No segundo turno, o horário eleitoral teria dois blocos diários de dez minutos, divididos de forma igualitária. A campanha do 2º turno foi entre os dias 12 e 26 de outubro O impulsionamento de publicações na internet foi autorizado e a propaganda por telefone foi proibida.
Os candidatos à presidência tinham um limite de gastos de 70 milhões de reais no primeiro turno e 35 milhões no segundo; para efeitos de comparação, na eleição anterior as campanhas de Dilma e Aécio gastaram 318 e 216 milhões de reais, respectivamente. Os candidatos poderiam financiar suas campanhas por meio do autofinanciamento, de um fundo eleitoral, dividido conforme o tamanho dos partidos políticos no parlamento, e por doações de pessoas físicas. Ao todo, a verba pública alocada ao financiamento de campanha em 2018 foi de R$1,3 bilhões.
Em dezembro de 2017, o Tribunal Superior Eleitoral aprovou o calendário eleitoral de 2018. As principais datas para a eleição presidencial foram listadas abaixo:
| Calendário eleitoral        | Calendário eleitoral                                                                                           |
| --------------------------- | --- |
| 20 de julho a 5 de agosto   | Período para a realização das convenções partidárias                                                           |
| 15 de agosto                | Data limite para o registro de candidaturas                                                                    |
| 16 de agosto a 6 de outubro | Período da campanha do primeiro turno                                                                          |
| 31 de agosto a 4 de outubro | Período do horário eleitoral no rádio e na televisão                                                           |
| 17 de setembro              | Prazo limite para a Justiça julgar os registros de candidaturas Prazo limite para a substituição de candidatos |
| 7 de outubro                | Votação do primeiro turno                                                                                      |
| 8 a 27 de outubro           | Período da campanha do segundo turno                                                                           |
| 12 a 26 de outubro          | Período do horário eleitoral no rádio e na televisão                                                           |
| 28 de outubro               | Votação do segundo turno                                                                                       |

## Pré-candidatos
No decorrer das prévias partidárias dos partidos brasileiros, dentre eles o Democratas (DEM) apresentou a pré-candidatura de Rodrigo Maia, também foram apresentadas as pré-candidaturas de Fernando Collor pelo PTC, Guilherme Afif Domingos pelo Partido Social-Democrata (PSD), Aldo Rebelo pelo Solidariedade (SD), Cristovam Buarque pelo Cidadania, Manuela d'Ávila pelo Partido Comunista do Brasil (PCdoB), Valéria Monteiro pelo Partido da Mobilização Nacional (PMN), Paulo Rabello de Castro pelo Partido Social Cristão (PSC), Flávio Rocha pelo Republicanos (REP) com apoio do Movimento Brasil Livre (MBL), Joaquim Barbosa pelo Partido Socialista Brasileiro (PSB), Michel Temer pelo Movimento Democráticos Brasileiro (MDB), Robert Rey pelo Patriota, Arthur Virgílio Neto, Aécio Neves, João Doria e Álvaro Dias, que brigaram pela primárias do Partido da Social Democracia Brasileira (PSDB), mas perderam, e até Silvio Santos entrou na brincadeira, dizendo de forma sarcástica que também seria candidato pelo DEM.

## Convenções partidárias
A escolha dos candidatos à Presidência era oficializada durante as convenções partidárias, que ocorreram entre 20 de julho a 5 de agosto, período definido na Lei da Reforma Política (Lei n° 13.165/2015). Válido para todos os partidos políticos, o prazo garante a isonomia entre as legendas e é o momento em que os partidos escolhem quais filiados podem pedir o registro de candidatura e se disputarão a eleição coligados com outras legendas.

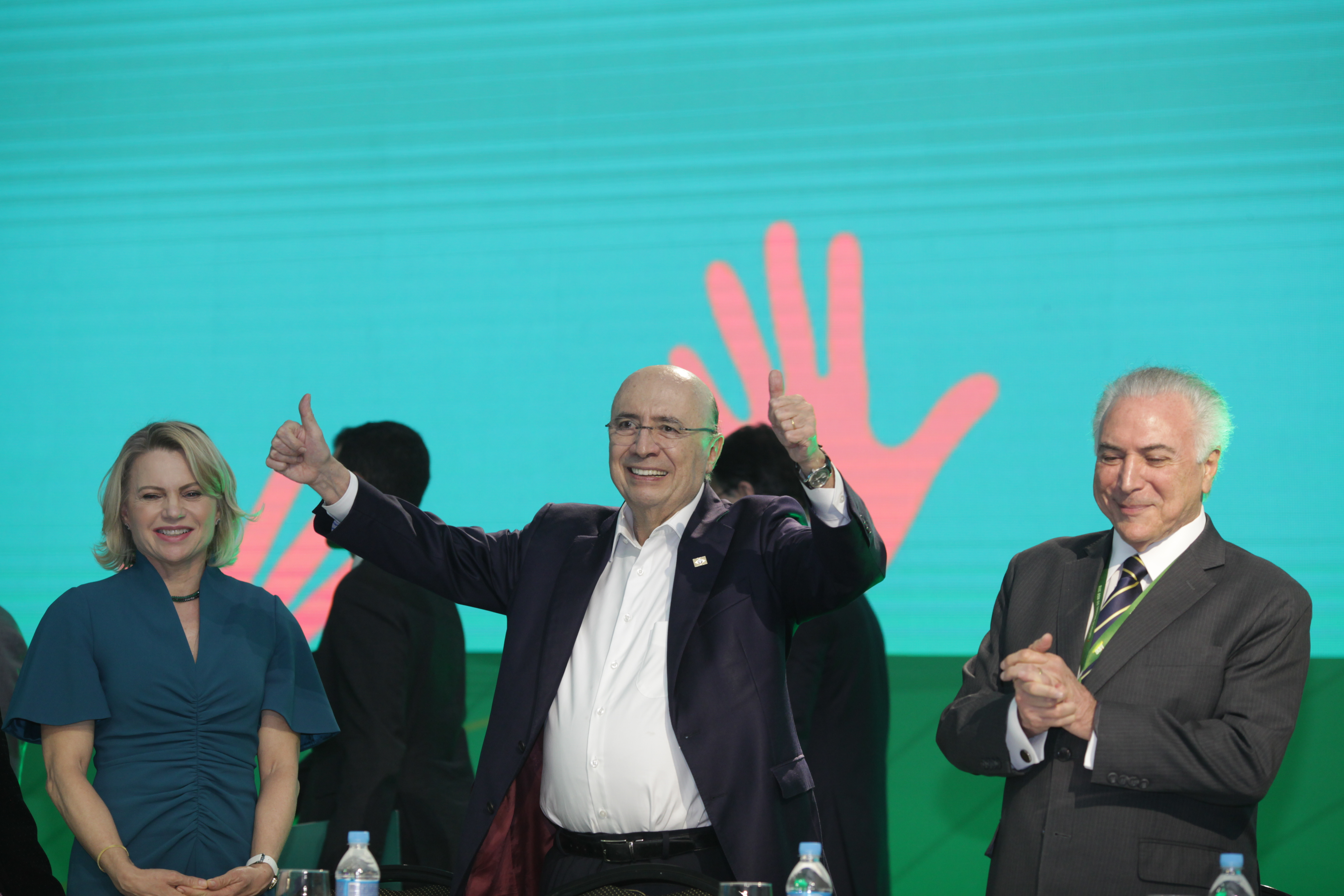
Henrique Meirelles, candidato governista, ao lado do Presidente Michel Temer na Convenção Nacional do Movimento Democrático Brasileiro, em 2 de agosto.
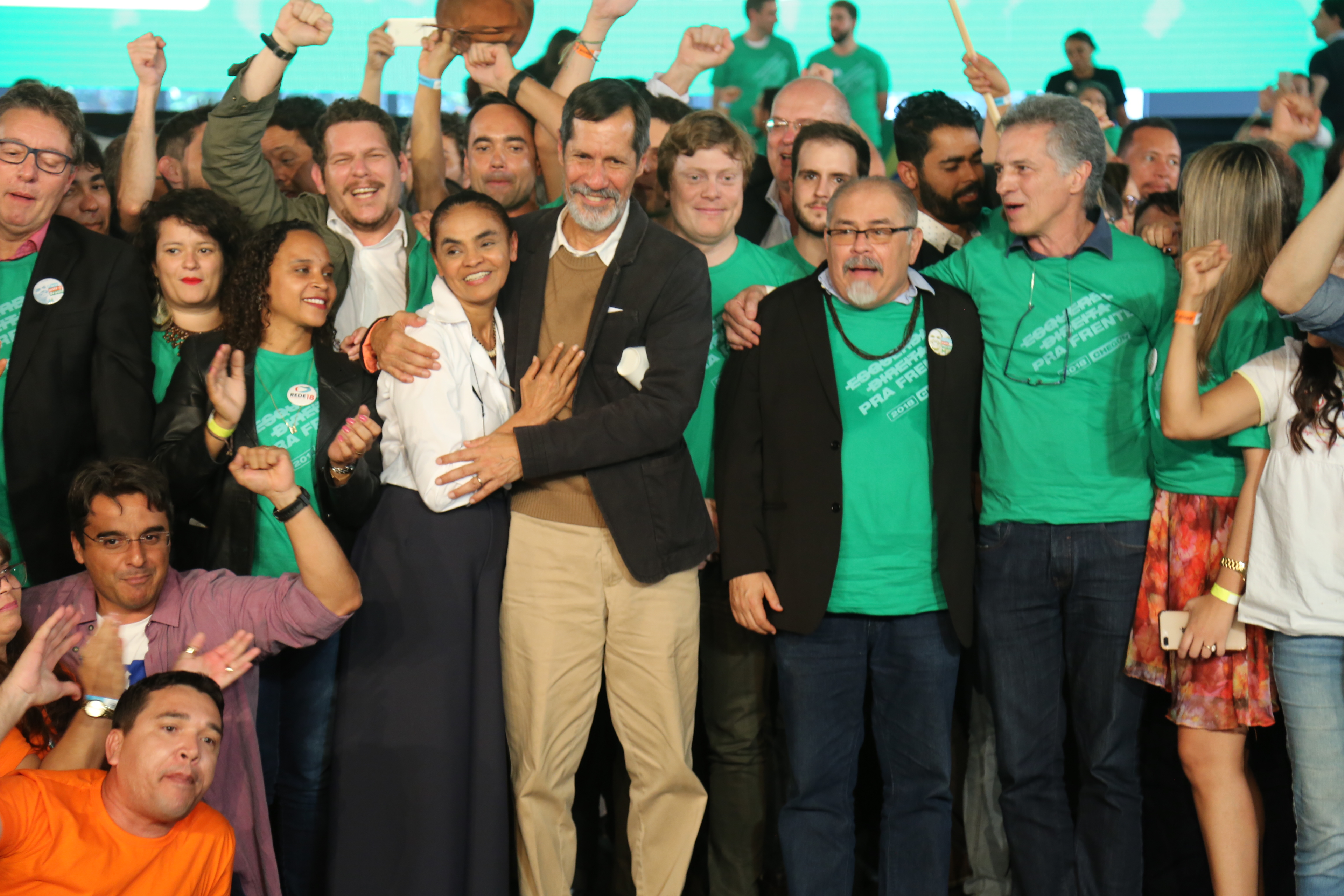
Marina Silva e Eduardo Jorge se abraçam durante Convenção Nacional da Rede Sustentabilidade, em 4 de agosto.
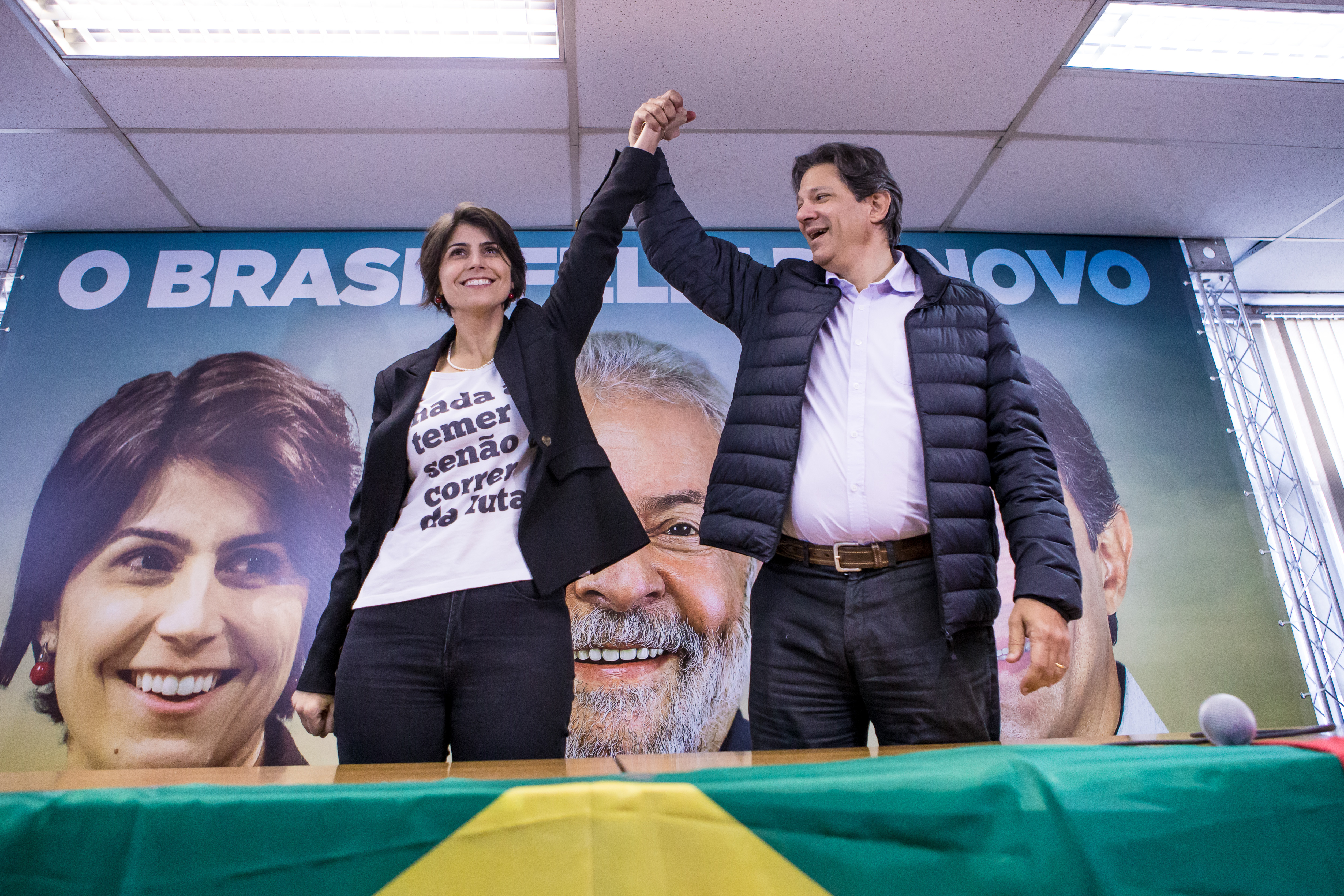
Manuela d'Ávila e Fernando Haddad no lançamento da chapa O Povo Feliz de Novo, em 7 de agosto.
Jair Bolsonaro é lançado candidato à presidência pelo PSL.
Ciro Gomes é lançado pelo PDT como candidato à presidência da República em 30 de julho.
Geraldo Alckmin e Ana Amélia são lançados à presidência e vice-presidência em 2018.

Nota: a tabela a seguir está organizada por ordem cronológica de realização das convenções.
| Nome e sigla do partido ou federação                  | Bancada na Câmara dos Deputados[a] | Data da convenção | Posicionamento oficial |
| ----------------------------------------------------- | ---------------------------------- | ----------------- | --- |
| Partido Democrático Trabalhista (PDT)                 | 20                                 | 20 de julho       | Candidatura de Ciro Gomes à Presidência da República |
| Partido Socialista dos Trabalhadores Unificado (PSTU) | –                                  | 20 de julho       | Candidatura de Vera Lúcia Salgado à Presidência da República e Hertz Dias a Vice-Presidente |
| Partido Social Cristão (PSC)                          | 8                                  | 20 de julho       | Inicialmente, apresentou a candidatura de Paulo Rabello de Castro à Presidência da República, mas depois desistiu e indicou Rabello como vice de Álvaro Dias (PODE)                                              |
| Partido Comunista Brasileiro (PCB)                    | –                                  | 21 de julho       | Apoio formal à candidatura de Guilherme Boulos (PSOL) |
| Partido Socialismo e Liberdade (PSOL)                 | 6                                  | 21 de julho       | Candidatura de Guilherme Boulos à Presidência da República e Sônia Guajajara a Vice-Presidente |
| Avante (AVANTE)                                       | 7                                  | 21 de julho       | Inicialmente neutro, mas posteriormente apoiou a candidatura de Ciro Gomes (PDT) à Presidência da República |
| Partido da Mobilização Nacional (PMN)                 | –                                  | 21 de julho       | Inicialmente, o partido lançaria a candidatura da jornalista Valéria Monteiro, porém, a sigla recuou e decicdiu declarar neutralidade.                                                                           |
| Partido Social Liberal (PSL)                          | 8                                  | 22 de julho       | Candidatura de Jair Bolsonaro à Presidência da República |
| Democracia Cristã (DC)                                | –                                  | 28 de julho       | Candidatura de José Maria Eymael à Presidência da República |
| Partido Trabalhista Brasileiro (PTB)                  | 15                                 | 28 de julho       | Apoio formal à candidatura de Geraldo Alckmin (PSDB) |
| Partido Verde (PV)                                    | 3                                  | 28 de julho       | Inicialmente neutro, mas posteriormente apoiou a candidatura de Marina Silva (REDE) à Presidência da República e indicou seu companheiro de chapa, Eduardo Jorge                                                 |
| Partido Social Democrático (PSD)                      | 38                                 | 28 de julho       | Inicialmente, apresentou a candidatura de Guilherme Afif Domingos à Presidência da República, mas depois declarou apoio formal à candidatura de Geraldo Alckmin (PSDB)                                           |
| Solidariedade (SD)                                    | 10                                 | 28 de julho       | Inicialmente, apresentou a candidatura de Aldo Rebelo à Presidência da República, mas depois declarou apoio formal à candidatura de Geraldo Alckmin (PSDB)                                                       |
| Partido Comunista do Brasil (PCdoB)                   | 10                                 | 1 de agosto       | Inicialmente, apresentou a candidatura de Manuela d'Ávila à Presidência da República, mas depois desistiu e indicou Manuela como vice de Lula da Silva (PT)                                                      |
| Partido Republicano Progressista (PRP)                | –                                  | 1 de agosto       | Apoio formal à candidatura de Álvaro Dias (PODE) |
| Partido Republicano Brasileiro (PRB)                  | 20                                 | 1 de agosto       | Apoio formal à candidatura de Geraldo Alckmin (PSDB) |
| Movimento Democrático Brasileiro (MDB)                | 53                                 | 2 de agosto       | Inicialmente, apresentou a candidatura do Presidente Michel Temer à reeleição, mas depois lançou a candidatura de Henrique Meirelles à Presidência da República                                                  |
| Democratas (DEM)                                      | 44                                 | 2 de agosto       | Inicialmente, apresentou a candidatura de Rodrigo Maia à Presidência da República, mas depois declarou apoio formal à candidatura de Geraldo Alckmin (PSDB)                                                      |
| Partido Progressista (PP)                             | 51                                 | 2 de agosto       | Apoio formal à candidatura de Geraldo Alckmin (PSDB) e indicação de Ana Amélia Lemos como vice |
| Partido Humanista da Solidariedade (PHS)              | 4                                  | 2 de agosto       | Apoio formal à candidatura de Henrique Meirelles (MDB) |
| Partido da Mulher Brasileira (PMB)                    | –                                  | 3 de agosto       | Neutralidade. |
| Patriota (PATRI)                                      | 5                                  | 4 de agosto       | Inicialmente, apresentou a candidatura de Robert Rey à Presidência da República, mas depois oficializou a candidatura de Cabo Daciolo à Presidência da República e Suelene Balduino Nascimento a Vice-Presidente |
| Partido dos Trabalhadores (PT)                        | 60                                 | 4 de agosto       | Candidatura de Lula da Silva à Presidência da República e Fernando Haddad a Vice-Presidente |
| Partido da Social Democracia Brasileira (PSDB)        | 47                                 | 4 de agosto       | Candidatura de Geraldo Alckmin à Presidência da República |
| Partido Novo (NOVO)                                   | –                                  | 4 de agosto       | Candidatura de João Amoêdo à Presidência da República e Christian Lohbauer a Vice-Presidente |
| Rede Sustentabilidade (REDE)                          | 2                                  | 4 de agosto       | Candidatura de Marina Silva à Presidência da República |
| Podemos (PODE)                                        | 17                                 | 4 de agosto       | Candidatura de Álvaro Dias à Presidência da República e Paulo Rabello (PSC) a Vice-Presidente. |
| Partido Popular Socialista (PPS)                      | 8                                  | 4 de agosto       | Inicialmente, apresentou a candidatura de Cristovam Buarque à Presidência da República, mas depois declarou apoio formal à candidatura de Geraldo Alckmin (PSDB)                                                 |
| Partido da República (PR)                             | 41                                 | 4 de agosto       | Apoio formal à candidatura de Geraldo Alckmin (PSDB) |
| Partido da Causa Operária (PCO)                       | –                                  | 4 de agosto       | Apoio informal a candidatura de Lula da Silva (PT) |
| Partido Republicano da Ordem Social (PROS)            | 11                                 | 4 de agosto       | Apoio formal à candidatura de Lula da Silva (PT) |
| Partido Renovador Trabalhista Brasileiro (PRTB)       | –                                  | 5 de agosto       | Apoio formal à candidatura de Jair Bolsonaro (PSL) e indicação de Hamilton Mourão como vice |
| Partido Socialista Brasileiro (PSB)                   | 25                                 | 5 de agosto       | Neutralidade. |
| Partido Pátria Livre (PPL)                            | 1                                  | 5 de agosto       | Candidatura de João Goulart Filho à Presidência da República e Léo Alves a Vice-Presidente |
| Partido Trabalhista Cristão (PTC)                     | –                                  | 5 de agosto       | Inicialmente, apresentou a candidatura do Senador Fernando Collor à Presidência da República, mas depois declarou apoio formal à candidatura de Álvaro Dias (PODE)                                               |

a  A tabela indica o número de deputados federais filiados a cada partido em 13 de abril de 2018, após o término da "janela partidária". A quantidade de deputados em uma coligação era usada em dois cálculos: I) no horário eleitoral, o número que conta era o de deputados federais eleitos em 2014; II) na distribuição do fundo eleitoral, 48 por cento era dividido de acordo com quantidade de deputados federais aferida em 28 de agosto de 2017.

## Candidatos

### Brasil Acima de Tudo e Deus Acima de Todos(PSL,PRTB)
| Jair Bolsonaro                                   | Hamilton Mourão                    |
| Para presidente                                  | Para vice-presidente               |
|                                                  |                                    |
| Deputado Federal Pelo Rio de Janeiro (1991-2019) | Presidente do Clube Militar (2018) |

As convenções partidárias confirmaram 13 candidatos à Presidência da República, o maior número desde a eleição de 1989, a primeira após a redemocratização, que teve 22 candidatos. O Movimento Democrático Brasileiro apresentou o primeiro candidato ao governo desde 1994. O Partido dos Trabalhadores oficializou a candidatura do ex-presidente Luiz Inácio Lula da Silva ao terceiro mandato. No entanto, Lula, preso por corrupção e lavagem de dinheiro, teve a candidatura indeferida pelo TSE em virtude de sua condenação em segunda instância, violando assim os dispositivos para ser considerado elegível segundo a Lei da Ficha Limpa. Lula escolheu como seu vice Fernando Haddad, que deveria assumir a condição de candidato a Presidente. Em 11 de setembro, data limite estabelecida pelo TSE, a executiva do Partido dos Trabalhadores aprovou a indicação de Haddad como candidato a presidente e Manuela d'Ávila a vice-presidente.
Nota: a tabela a seguir está organizada por ordem alfabética de candidatos.
| Presidente                    | Presidente | Presidente | Vice-presidente    | Vice-presidente | Vice-presidente | Coligação                                                         | Número eleitoral | Cargo político anterior                            | Tempo de horário eleitoral |
| Candidato                     | Partido    | Partido    | Candidato          | Partido         | Partido         | Coligação                                                         | Número eleitoral | Cargo político anterior                            | Tempo de horário eleitoral |
| ----------------------------- | ---------- | ---------- | ------------------ | --------------- | --------------- | ----------------------------------------------------------------- | ---------------- | -------------------------------------------------- | -------------------------- |
| Alvaro Dias (Campanha)        |            | PODE       | Paulo Rabello      |                 | PSC             | "Mudança de Verdade" (PODE, PRP, PSC e PTC)                       | 19               | Senador pelo Paraná (1999–atualmente)              | 40 segundos                |
| Cabo Daciolo (Campanha)       |            | PATRI      | Suelene Balduino   |                 | PATRI           | Sem coligação                                                     | 51               | Deputado federal pelo Rio de Janeiro (2015–2019)   | 8 segundos                 |
| Ciro Gomes (Campanha)         |            | PDT        | Kátia Abreu        |                 | PDT             | "Brasil Soberano" (PDT, AVANTE)                                   | 12               | Deputado federal pelo Ceará (2011–2015)            | 38 segundos                |
| Fernando Haddad (Campanha)    |            | PT         | Manuela D'Ávila    |                 | PC do B         | "O Povo Feliz de Novo" (PT, PCdoB, PROS)[a]                       | 13               | Prefeito de São Paulo (2013–2017)                  | 2 minutos e 32 segundos    |
| Geraldo Alckmin (Campanha)    |            | PSDB       | Ana Amélia Lemos   |                 | PP              | "Para Unir o Brasil" (PSDB, PP, PTB, PSD, PRB, PR, DEM, SD e PPS) | 45               | Governador de São Paulo (2011–2018)                | 5 minutos e 32 segundos    |
| Guilherme Boulos (Campanha)   |            | PSOL       | Sônia Guajajara    |                 | PSOL            | "Vamos Sem Medo de Mudar o Brasil" (PSOL e PCB)                   | 50               | Sem cargo político anterior                        | 13 segundos                |
| Henrique Meirelles (Campanha) |            | MDB        | Germano Rigotto    |                 | MDB             | "Essa é a solução" (MDB e PHS)                                    | 15               | Ministro da Fazenda do Brasil (2016–2018)          | 1 minuto e 55 segundos     |
| Jair Bolsonaro (Campanha)     |            | PSL        | Hamilton Mourão    |                 | PRTB            | "Brasil Acima de Tudo, Deus Acima de Todos" (PSL e PRTB)          | 17               | Deputado federal pelo Rio de Janeiro (1991–2018)   | 8 segundos                 |
| João Amoêdo (Campanha)        |            | NOVO       | Christian Lohbauer |                 | NOVO            | Sem coligação                                                     | 30               | Sem cargo político anterior                        | 5 segundos                 |
| João Goulart Filho (Campanha) |            | PPL        | Léo Alves          |                 | PPL             | Sem coligação                                                     | 54               | Deputado Estadual do Rio Grande do Sul (1982–1986) | 5 segundos                 |
| José Maria Eymael (Campanha)  |            | DC         | Helvio Costa       |                 | DC              | Sem coligação                                                     | 27               | Deputado federal por São Paulo (1986–1995)         | 8 segundos                 |
| Marina Silva (Campanha)       |            | REDE       | Eduardo Jorge      |                 | PV              | "Unidos para transformar o Brasil" (REDE e PV)                    | 18               | Senadora pelo Acre (1995–2011)                     | 21 segundos                |
| Vera Lúcia (Campanha)         |            | PSTU       | Hertz Dias         |                 | PSTU            | Sem coligação                                                     | 16               | Sem cargo político anterior                        | 5 segundos                 |

Indeferidos
A candidatura de Lula foi indeferida pelo plenário do Tribunal Superior Eleitoral por 6 a 1 por não enquadrar-se na Lei da Ficha Limpa.
| Presidente | Presidente | Presidente | Vice-presidente | Vice-presidente | Vice-presidente | Coligação                                   | Número eleitoral | Cargo político anterior          | Tempo de horário eleitoral |
| Candidato  | Partido    | Partido    | Candidato       | Partido         | Partido         | Coligação                                   | Número eleitoral | Cargo político anterior          | Tempo de horário eleitoral |
| ---------- | ---------- | ---------- | --------------- | --------------- | --------------- | ------------------------------------------- | ---------------- | -------------------------------- | -------------------------- |
| Lula       |            | PT         | Fernando Haddad |                 | PT              | "O Povo Feliz de Novo" (PT, PCdoB, PROS)[a] | 13               | Presidente do Brasil (2003–2011) | 2 minutos e 32 segundos    |

Nota
[a] ^  O Partido da Causa Operária (PCO) apoiou informalmente a candidatura de Lula.

## Campanha

### Notícias falsas
A eleição preocupou candidatos, eleitores, partidos políticos, especialistas, autoridades e tribunais da justiça eleitoral pelo difundimento de fake news que poderiam alterar a decisão consciente do eleitorado. Partidos têm apresentado denuncias de combate às noticias falsas, e vários órgãos de comunicação criaram grupos para verificar os boatos; no Congresso Nacional, há tramitação de projetos de lei para fazer a tipificação penal de crimes de notícias falsas na internet. O aplicativo Whatsapp foi o principal vetor para a disseminação de notícias falsas.
Segundo levantamento do Grupo de Pesquisa em Políticas Públicas para o Acesso à Informação (Gpopai), da Universidade de São Paulo (USP), cerca de 12 milhões de pessoas haviam compartilhado fake news políticas até junho daquele ano. As campanhas de Jair Bolsonaro e Fernando Haddad foram suspeitas de utilizar do disparo em massa de mensagens durante a campanha eleitoral, sendo que a campanha petista foi multada pelo Tribunal Superior Eleitoral, que entendeu que notícias negativas foram promovidas ilegalmente. Conforme o segundo turno ia chegando ao final, mais as notícias falsas que beneficiavam Bolsonaro iam se intensificando.

## Debates
Os debates desta eleição serão realizados entre os dias 9 de agosto e 26 de outubro. Para a eleição de 2018, o Tribunal Superior Eleitoral aprovou sete debates televisivos, um debate através de transmissão ao vivo pela internet e um debate radiofônico para o primeiro turno e seis para o segundo. De acordo com as diretrizes do Tribunal Superior Eleitoral, para a participação nos debates a coligação dos candidatos deve somar, ao menos, cinco representantes no Congresso Nacional (Câmara dos Deputados e Senado).

### Primeiro turno

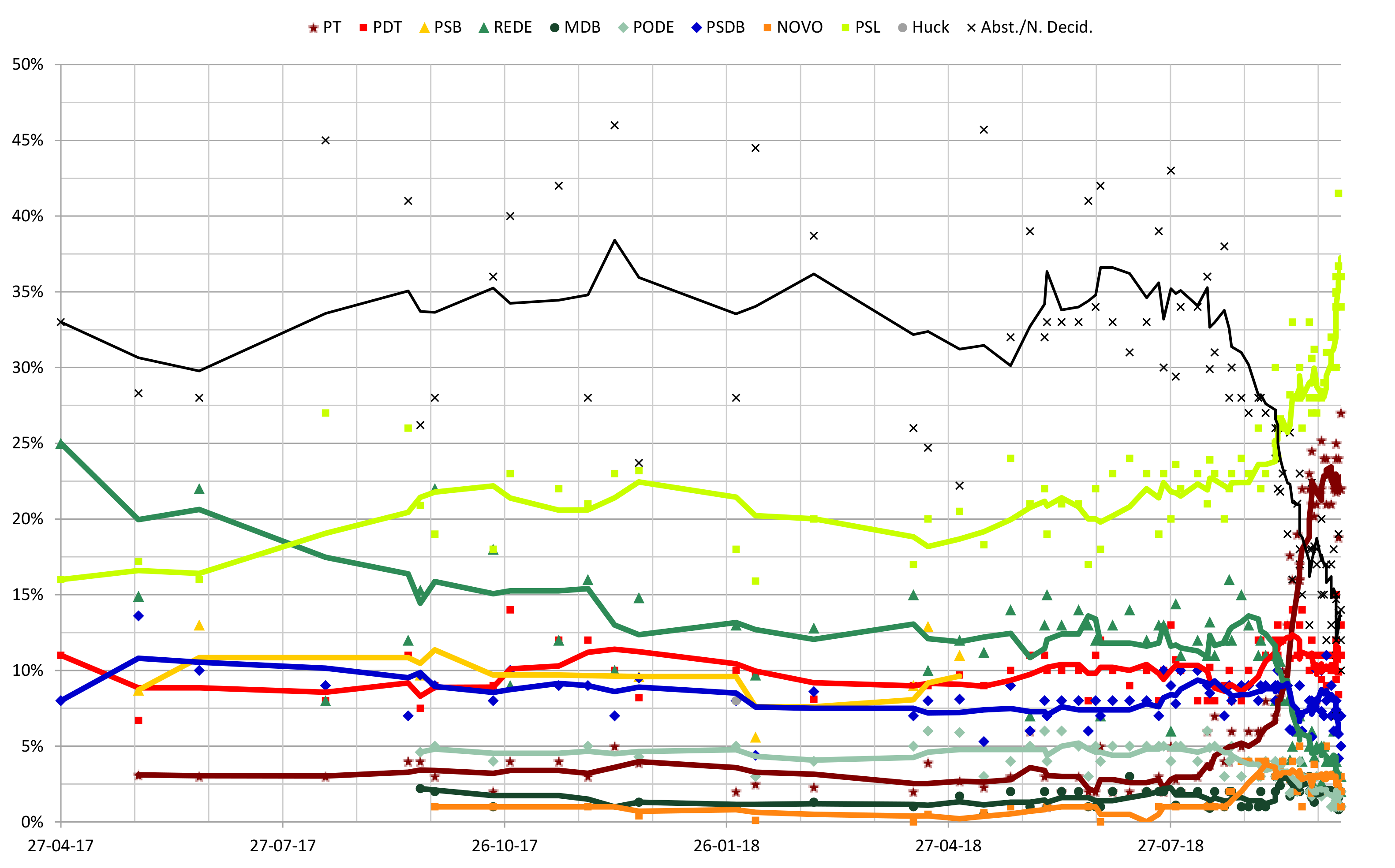
Gráfico apresentando linhas das médias das cinco pesquisas anteriores das pesquisas de opinião brasileiras desde março de 2015 até a mais recente. Cada linha corresponde a um partido político. Os marcadores do PT em 18–21 de dezembro de 2017 e 29–30 de janeiro de 2018 correspondem ao pré-candidato Jaques Wagner em vez de Fernando Haddad. Os marcadores do MDB em 28 de fevereiro–3 de março de 2018 and 27 de abril–2 de maio de 2018 correspondem ao pré-candidato Michel Temer em vez de Henrique Meirelles. O marcador do PSDB em 25–29 de maio de 2017 corresponde ao pré-candidato João Doria em vez de Geraldo Alckmin.

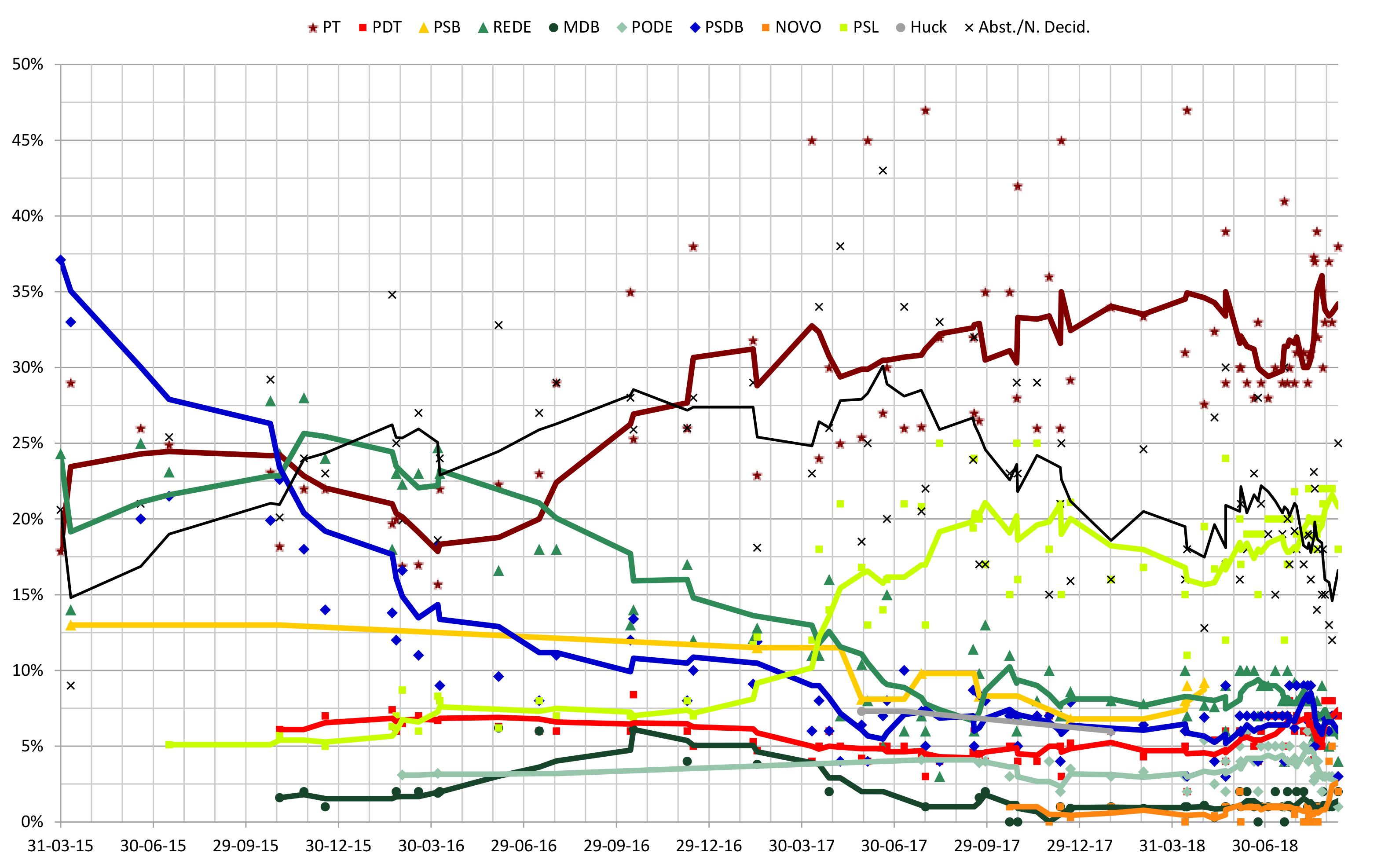
Gráfico apresentando linhas das médias das cinco pesquisas anteriores das pesquisas de opinião brasileiras desde março de 2015 até a mais recente. Cada linha corresponde a um partido político. Os marcadores do PT correspondem ao candidato Luiz Inácio Lula da Silva. Os marcadores do PSDB até 9–10 de abril de 2015 correspondem ao pré-candidato Aécio Neves, e desde 17–18 de junho de 2015 correspondem ao candidato Geraldo Alckmin. Os marcadores do PMDB de 28 de outubro–2 de novembro de 2015 a 29–31 de julho de 2017, 27–30 de outubro de 2017, 28 de fevereiro–3 de março de 2018, 27 de abril–2 de maio de 2018 e 15–18 + 21–23 de maio de 2018 correspondem ao pré-candidato Michel Temer em vez de Henrique Meirelles.

Os candidatos Goulart (PPL), Amoêdo (NOVO), Eymael (DC) e Vera (PSTU) não foram convidados para nenhum debate, portanto não estão incluídos na tabela a seguir.
| 9 de agosto    | Rede Bandeirantes BandNews               | São Paulo               | Ricardo Boechat                        | Ausente[b]              | Presente                | Presente                | Presente                | Presente                | Presente                | Presente                | Presente                | Presente                |                         |                         |                         |                         |
| 17 de agosto   | RedeTV!                                  | Osasco                  | Bóris Casoy Amanda Klein Mariana Godoy | Ausente[c]              | Presente                | Presente                | Presente                | Presente                | Presente                | Presente                | Presente                | Presente                |                         |                         |                         |                         |
| 27 de agosto   | Jovem Pan                                | Cancelado pela emissora | Cancelado pela emissora                | Cancelado pela emissora | Cancelado pela emissora | Cancelado pela emissora | Cancelado pela emissora | Cancelado pela emissora | Cancelado pela emissora | Cancelado pela emissora | Cancelado pela emissora | Cancelado pela emissora | Cancelado pela emissora | Cancelado pela emissora | Cancelado pela emissora | Cancelado pela emissora |
| 9 de setembro  | TV Gazeta O Estado de S. Paulo Jovem Pan | São Paulo               | Maria Lydia Flândoli                   | Impedido                | Ausente                 | Presente                | Presente                | Presente                | Presente                | Presente                | Presente                | Ausente                 |                         |                         |                         |                         |
| 18 de setembro | Poder360 Piauí                           | Cancelado pela emissora | Cancelado pela emissora                | Cancelado pela emissora | Cancelado pela emissora | Cancelado pela emissora | Cancelado pela emissora | Cancelado pela emissora | Cancelado pela emissora | Cancelado pela emissora | Cancelado pela emissora | Cancelado pela emissora | Cancelado pela emissora | Cancelado pela emissora | Cancelado pela emissora | Cancelado pela emissora |
| 20 de setembro | TV Aparecida                             | Aparecida               | Joyce Ribeiro                          | Presente                | Ausente                 | Presente                | Presente                | Presente                | Presente                | Presente                | Presente                | Ausente                 |                         |                         |                         |                         |
| 26 de setembro | SBT Folha de S.Paulo UOL                 | Osasco                  | Carlos Nascimento                      | Presente                | Ausente                 | Presente                | Presente                | Presente                | Presente                | Presente                | Presente                | Presente                |                         |                         |                         |                         |
| 30 de setembro | RecordTV R7                              | São Paulo               | Adriana Araújo Celso Freitas           | Presente                | Ausente                 | Presente                | Presente                | Presente                | Presente                | Presente                | Presente                | Presente                |                         |                         |                         |                         |
| 4 de outubro   | Rede Globo G1                            | Rio de Janeiro          | William Bonner                         | Presente                | Ausente[d]              | Presente                | Presente                | Presente                | Presente                | Presente                | Presente                | Não convidado           |                         |                         |                         |                         |

Notas
[b] ^  Em 9 de agosto, O Tribunal Regional Federal da 4ª Região rejeitou o pedido do PT para que Lula participasse do debate da Band; o ex-presidente encontrava-se cumprindo pena de reclusão em Curitiba.
[c] ^  Em 16 de agosto, o Tribunal Superior Eleitoral rejeitou o pedido do PT para que Lula participasse do debate da Rede TV.
[d] ^  Jair Bolsonaro não participou do debate da TV Globo devido a recomendações médicas.

### Segundo turno

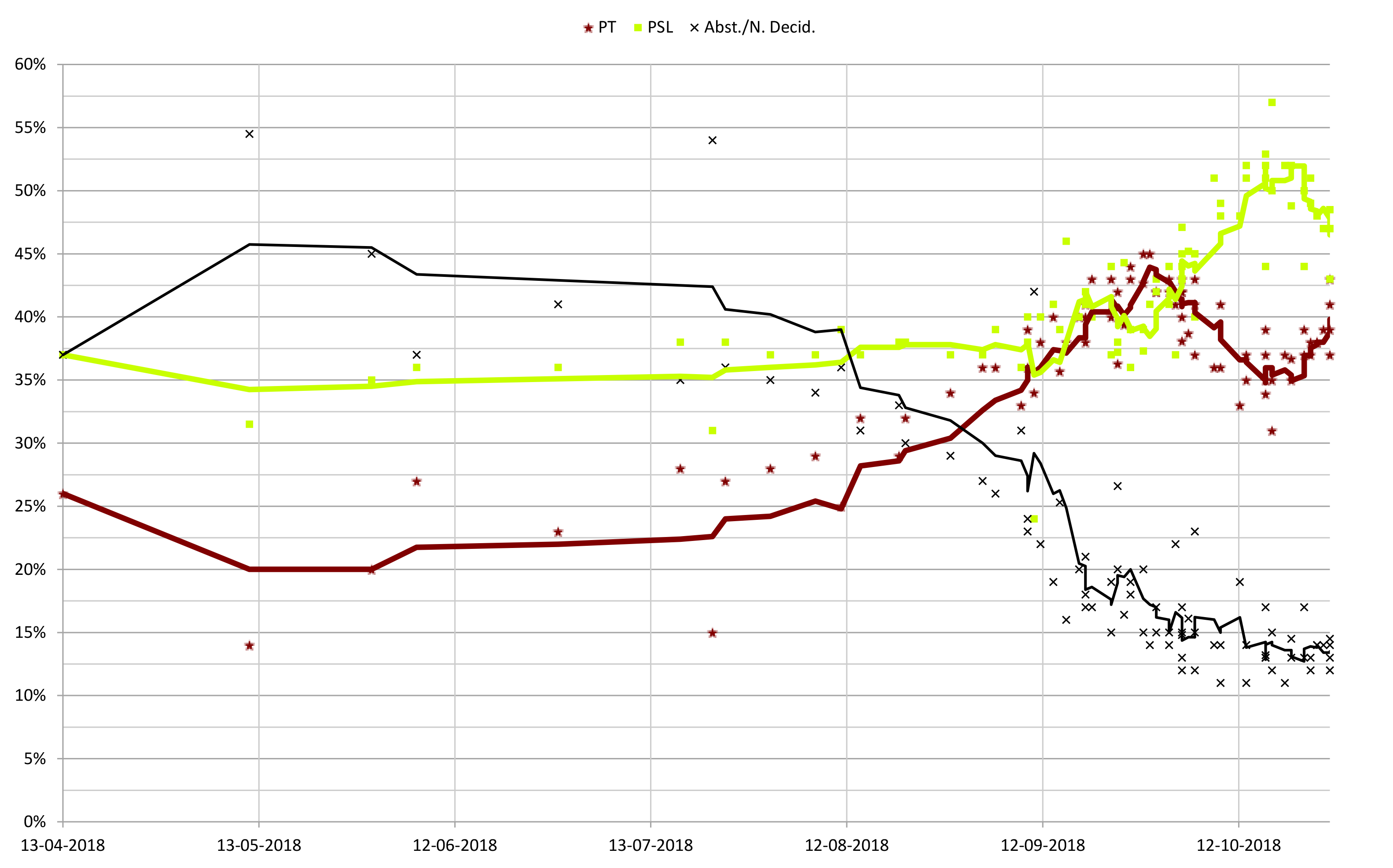
Gráfico apresentando linhas das médias das cinco pesquisas anteriores das pesquisas de opinião brasileiras para o segundo turno entre Fernando Haddad (PT) e Jair Bolsonaro (PSL) desde abril de 2018 até a mais recente.

Diante da tentativa de homicídio sofrida pelo candidato Jair Bolsonaro, que lhe impediu de participar de debates, o segundo turno da eleição de 2018 foi o primeiro desde a redemocratização em que os candidatos classificados para a fase final da votação não participaram de debates. Segundo a equipe médica do Hospital Albert Einstein, que acompanhava a recuperação de Bolsonaro, o presidenciável não estava clinicamente impedido de participar de debates e agendas de campanha.
| 11 de outubro | Rede Bandeirantes BandNews               | Cancelado pela emissora | Cancelado pela emissora | Cancelado pela emissora | Cancelado pela emissora | Cancelado pela emissora | Cancelado pela emissora | Cancelado pela emissora | Cancelado pela emissora | Cancelado pela emissora | Cancelado pela emissora | Cancelado pela emissora | Cancelado pela emissora | Cancelado pela emissora |
| 14 de outubro | TV Gazeta O Estado de S. Paulo Jovem Pan |                         |                         |                         |                         |                         |                         |                         |                         |                         |                         |                         |                         |                         |
| 15 de outubro | RedeTV!                                  |                         |                         |                         |                         |                         |                         |                         |                         |                         |                         |                         |                         |                         |
| 17 de outubro | SBT Folha de S.Paulo UOL                 |                         |                         |                         |                         |                         |                         |                         |                         |                         |                         |                         |                         |                         |
| 21 de outubro | RecordTV R7                              |                         |                         |                         |                         |                         |                         |                         |                         |                         |                         |                         |                         |                         |
| 26 de outubro | TV Globo G1                              |                         |                         |                         |                         |                         |                         |                         |                         |                         |                         |                         |                         |                         |

## Apoios no segundo turno
Com o resultado oficial do primeiro turno, as figuras e partidos políticos já começaram a definir quem iriam apoiar no segundo turno, optando entre Fernando Haddad do Partido dos Trabalhadores e Jair Bolsonaro do Partido Social Liberal, ou pela neutralidade.
Optaram por apoiar o candidato Jair Bolsonaro:
- PTB[129]
- PSC[130]
- ACM Neto, Prefeito de Salvador e Presidente Nacional do DEM[131]
- Gilberto Kassab do PSD, Ministro da Ciência, Tecnologia, Inovações e Comunicações e ex Prefeito de São Paulo[132]
- Ana Amélia Lemos do PP, vice na chapa de Geraldo Alckimin[133]
- João Doria do PSDB, candidato ao governo de São Paulo[134]
- Wilson Witzel do PSC, candidato ao governo do Rio de Janeiro[135]
- Romeu Zema do NOVO, candidato ao governo de Minas Gerais[136]
- Eduardo Leite do PSDB, candidato ao governo do Rio Grande do Sul[137]
- José Ivo Sartori do MDB, candidato ao governo do Rio Grande do Sul[138]
- Carlos Eduardo Alves do PDT, candidato ao governo do Rio Grande do Norte
- Amazonino Mendes do PDT, candidato ao governo do Amazonas[139]
- Wilson Lima do PSC, candidato ao governo do Amazonas[140]
- Eliana Calmon (filiada à REDE), ex-ministra do Superior Tribunal de Justiça e do Conselho Nacional de Justiça[141]
- Odilon de Oliveira (ex-juiz federal) do PDT, candidato ao governo de Mato Grosso do Sul[142]
- Reinaldo Azambuja do PSDB, candidato ao governo de Mato Grosso do Sul[143]

Optaram por apoiar o candidato Fernando Haddad:
- PDT[144]
- PSB[145]
- PSOL e seu candidato a presidência, Guilherme Boulos[146]
- PPL (atualmente incorporado ao PC do B) e seu candidato a presidência, João Goulart Filho[147]
- PMB[148]
- PSTU[149]
- PCO[150]
- PCB[151]
- Marina Silva da REDE, candidata a presidência[152]
- Eymael da DC, candidato a presidência[153]
- Joaquim Barbosa, ex-ministro do Supremo Tribunal Federal, onde foi relator do Mensalão[154]
- Rubens Ricupero, ex-ministro do governo Itamar Franco[155]
- José Carlos Dias, ex-ministro do governo Fernando Henrique Cardoso[156]
- Jarbas Vasconcelos do MDB, eleito senador pelo estado de Pernambuco.[157]
- Alberto Goldman do PSDB, dirigente tucano e ex-governador de São Paulo.[158]
- Cristovam Buarque, senador da República.[159]
- Rodrigo Janot, ex-procurador da República.[160]

Optaram por ficar neutros:
- NOVO[161]
- PP[161]
- PSDB[162]
- PSD[163][nota 1]
- PRB (atual Republicanos)[164]
- PR (atual PL)[165]
- PPS (atual Cidadania) [161]
- PHS (atualmente incorporado ao PODE)
- PRP (atualmente incorporado ao PATRI)
- PMN
- PTC (atual Agir)
- REDE
- DC
- AVANTE
- PODE[161]
- PATRI
- MDB
- SD
- DEM (atual União Brasil, através de fusão com o PSL)[166]

## Votação do segundo turno

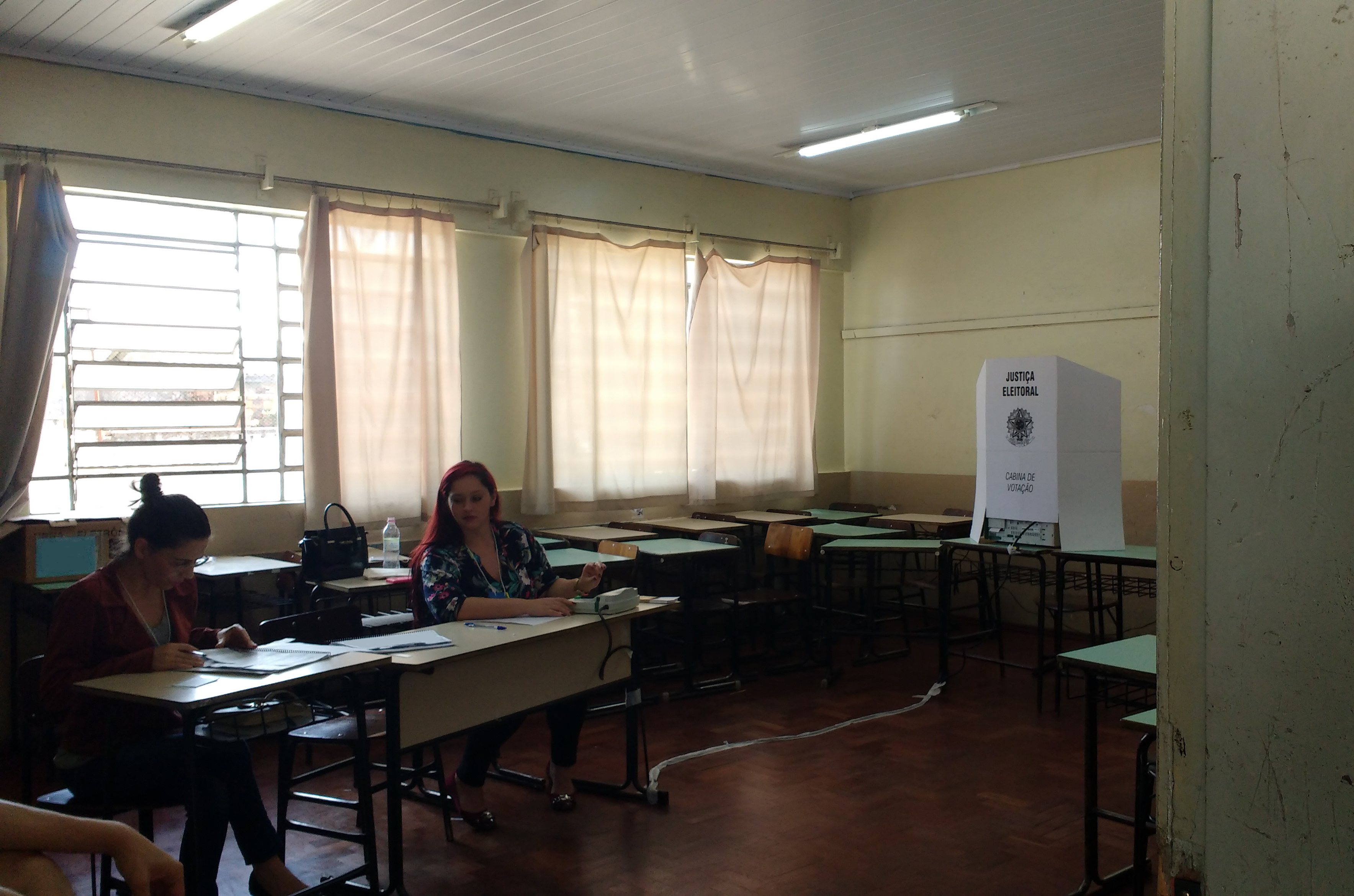
Seção de votação em Santa Maria, Rio Grande do Sul para o segundo turno das eleições gerais brasileiras de 2018

A votação do segundo turno da eleição presidencial brasileira teve lugar a 28 de outubro de 2018.
Foram instaladas 454.493 urnas eletrônicas, das quais 1.956 precisaram ser trocadas, segundo o Tribunal Superior Eleitoral (TSE). O maior número de substituições ocorreu nos estados de São Paulo, Rio de Janeiro e Minas Gerais.
Jair Bolsonaro votou pouco depois das nove da manhã na Escola Municipal Rosa da Fonseca, na Vila Militar, em Deodoro, na Zona Oeste do Rio de Janeiro, acompanhado da mulher, Michelle, vestindo colete à prova de balas e com medidas de segurança reforçadas no local, com colocação de grades e barreiras e uma maior presença da Polícia do Exército, e presença das polícias militar e federal. Uma hora antes do início da votação, o local foi alvo de uma inspeção para prevenir bombas ou outros explosivos, sendo usados vários equipamentos e cães pisteiros. Os eleitores que votaram no local foram ainda revistados pelas Forças Armadas
Fernando Haddad votou cerca de uma hora depois na escola Brazilian International School, na Moema, região sul de São Paulo, acompanhado da mulher, Ana Estela. Momentos antes foi necessária a intervenção da Polícia Militar num início de confusão à porta da escola, entre apoiantes de Bolsonaro e de Haddad. Um pequeno grupo de apoiantes de Bolsonaro fazia vídeos e gritava palavras de ordem contra os artistas que entoavam cantos favoráveis a Haddad, ao mesmo tempo que ocorria um “panelaço” (manifestantes batendo em panelas) nos prédios ao redor da escola.
Laura Chinchilla, presidente da missão de observadores da Organização dos Estados Americanos para as eleições brasileiras, referiu que até ao meio dia a eleição havia transcorrido com “muita normalidade”, não esperando nenhuma alteração da situação até ao encerramento das urnas.
Os brasileiros que se encontram no exterior do país, em 33 países, puderam votar apenas para a presidência da República. Pelas 12.30h de Brasília o TSE informou que esta votação havia encerrado em todos os 33 países. os resultados, no entanto, apenas serão divulgados após o término da votação no Brasil, às 19h de Brasília.
Às 19 horas e 25 minutos, Bolsonaro foi eleito presidente da República.

### Incidentes
Na manhã desse dia, a Polícia Federal fez cerca de 35 prisões relacionadas a crimes eleitorais nos estados do Amapá, Goiás, Paraíba e São Paulo. Em Macapá foram apreendidos dois mil reais que, segundo a polícia, se destinavam à compra de votos. No Paraná um eleitor foi preso após divulgar no Facebook foto do voto na urna. Na Escola Estadual Humberto de Campos, no Jardim Zulmira, na cidade paulista de Sorocaba, dez das quinze urnas foram vandalizadas, tendo os cabos cortados. Os equipamentos foram logo substituídos, não havendo prejuízo ao andamento da votação.
Em Santana do Ipanema, no estado de Alagoas, a vereadora Josefa Eliana da Silva Bezerra, do Partido Social Liberal, então partido de Jair Bolsonaro, foi presa em flagrante no início da tarde do dia eleitoral distribuindo lanches e brindes a eleitores com adesivos do candidato Fernando Haddad, com um veículo cheio desse material.

## Resultados

Resultados eleitorais no primeiro turno por unidade da federação. Em verde, os estados onde Jair Bolsonaro venceu; em vermelho escuro, onde Fernando Haddad venceu; e em vermelho claro, onde Ciro Gomes venceu.

### Primeiro turno
|  | Estados onde Jair Bolsonaro venceu  |
|  | Estados onde Fernando Haddad venceu |
|  | Estados onde Ciro Gomes venceu      |

| Estado              | Eleitorado  | Abstenção  | %      | Bolsonaro  | %      | Haddad     | %      | Ciro       | %      | Outros     | %      | Votos brancos | %     | Votos nulos | %     |
| ------------------- | ----------- | ---------- | ------ | ---------- | ------ | ---------- | ------ | ---------- | ------ | ---------- | ------ | ------------- | ----- | ----------- | ----- |
| Acre                | 547 608     | 103 974    | 18,99% | 262 508    | 62,24% | 78 170     | 18,53% | 21 809     | 5,17%  | 59 291     | 14,05% | 5 499         | 1,24% | 16 537      | 3,69% |
| Alagoas             | 2 187 948   | 494 445    | 22,60% | 528 355    | 34,40% | 687 247    | 44,75% | 155 457    | 10,12% | 164 687    | 10,72% | 46 692        | 2,76% | 111 065     | 6,56% |
| Amapá               | 512 119     | 85 499     | 16,70% | 166 935    | 40,74% | 134 287    | 32,77% | 50 553     | 12,34% | 57 982     | 14,17% | 4 739         | 1,11% | 12 124      | 2,84% |
| Amazonas            | 2 428 842   | 469 964    | 19,35% | 805 902    | 43,48% | 746 998    | 40,30% | 138 997    | 7,50%  | 161 697    | 8,73%  | 29 010        | 1,48% | 76 277      | 3,89% |
| Bahia               | 10 392 015  | 2 155 168  | 20,74% | 1 725 140  | 23,41% | 4 441 955  | 60,28% | 693 273    | 9,41%  | 508 177    | 6,90%  | 169 806       | 2,06% | 697 750     | 8,47% |
| Ceará               | 6 343 897   | 1 099 185  | 17,33% | 1 061 075  | 21,74% | 1 616 492  | 33,12% | 1 998 597  | 40,95% | 203 991    | 4,19%  | 111 881       | 2,13% | 252 676     | 4,82% |
| Distrito Federal    | 2 085 825   | 390 101    | 18,70% | 936 494    | 58,37% | 190 508    | 11,87% | 266 272    | 16,60% | 211 243    | 13,16% | 31 995        | 1,89% | 59 212      | 3,49% |
| Espírito Santo      | 2 754 739   | 530 480    | 19,26% | 1 122 131  | 54,76% | 495 868    | 24,20% | 195 553    | 9,54%  | 235 596    | 11,49% | 61 910        | 2,78% | 113 201     | 5,09% |
| Goiás               | 4 454 402   | 899 468    | 20,19% | 1 868 686  | 57,24% | 713 535    | 21,86% | 280 864    | 8,60%  | 401 704    | 12,30% | 81 276        | 2,29% | 208 869     | 5,88% |
| Maranhão            | 4 536 954   | 931 732    | 20,54% | 817 511    | 24,28% | 2 062 592  | 61,26% | 282 467    | 8,39%  | 204 301    | 6,06%  | 60 408        | 1,68% | 177 943     | 4,94% |
| Mato Grosso         | 2 330 024   | 572 086    | 24,55% | 981 119    | 60,04% | 404 604    | 24,76% | 91 344     | 5,59%  | 157 069    | 9,61%  | 33 540        | 1,91% | 90 262      | 5,13% |
| Mato Grosso do Sul  | 1 877 705   | 398 397    | 21,22% | 769 116    | 55,06% | 333 407    | 23,87% | 112 296    | 8,04%  | 182 126    | 13,04% | 30 951        | 2,09% | 51 412      | 3,48% |
| Minas Gerais        | 15 698 955  | 3 484 274  | 22,19% | 5 308 047  | 48,31% | 3 037 957  | 27,65% | 1 278 819  | 11,64% | 1 362 891  | 12,41% | 381 959       | 3,13% | 845 008     | 6,92% |
| Pará                | 5 498 941   | 1 097 143  | 19,95% | 1 499 294  | 36,19% | 1 714 822  | 41,39% | 415 593    | 10,03% | 513 026    | 12,37% | 70 590        | 1,60% | 188 473     | 4,28% |
| Paraíba             | 2 868 028   | 431 154    | 15,03% | 677 718    | 31,30% | 984 398    | 45,46% | 362 775    | 16,75% | 140 653    | 6,50%  | 67 039        | 2,75% | 204 291     | 8,38% |
| Pernambuco          | 6 569 262   | 1 176 076  | 17,90% | 1 444 685  | 30,57% | 2 309 104  | 48,87% | 640 860    | 13,56% | 330 487    | 7,00%  | 153 557       | 2,85% | 514 413     | 9,54% |
| Paraná              | 7 972 308   | 1 351 843  | 16,96% | 3 496 448  | 56,89% | 1 210 974  | 19,70% | 510 541    | 8,31%  | 927 726    | 15,10% | 165 991       | 2,51% | 308 785     | 4,66% |
| Piauí               | 2 370 421   | 372 489    | 15,71% | 346 944    | 18,76% | 1 172 147  | 63,40% | 211 240    | 11,42% | 118 612    | 6,42%  | 32 809        | 1,64% | 116 680     | 5,82% |
| Rio de Janeiro      | 12 406 805  | 2 927 225  | 23,59% | 5 107 735  | 59,79% | 1 255 425  | 14,69% | 1 300 292  | 15,22% | 879 941    | 10,30% | 282 605       | 2,98% | 653 582     | 6,89% |
| Rio Grande do Norte | 2 373 957   | 406 222    | 17,11% | 541 448    | 30,21% | 738 165    | 41,19% | 399 766    | 22,31% | 112 874    | 6,31%  | 44 605        | 2,27% | 130 877     | 6,65% |
| Rio Grande do Sul   | 8 353 657   | 1 515 109  | 18,14% | 3 353 623  | 52,63% | 1 453 291  | 22,81% | 724 429    | 11,37% | 841 093    | 13,18% | 235 396       | 3,44% | 230 716     | 3,37% |
| Rondônia            | 1 175 617   | 262 277    | 22,31% | 538 311    | 62,24% | 176 107    | 20,36% | 52 118     | 6,03%  | 98 365     | 17,39% | 15 329        | 1,68% | 33 110      | 3,63% |
| Roraima             | 333 591     | 46 441     | 13,92% | 174 306    | 62,97% | 49 406     | 17,85% | 14 838     | 5,36%  | 38 238     | 13,83% | 2 833         | 0,99% | 7 529       | 2,62% |
| Santa Catarina      | 5 073 479   | 827 201    | 16,30% | 2 603 665  | 65,82% | 598 578    | 15,13% | 264 312    | 6,68%  | 489 228    | 12,36% | 103 220       | 2,43% | 187 275     | 4,41% |
| São Paulo           | 33 042 545  | 7 111 796  | 21,52% | 12 378 012 | 53,00% | 3 833 982  | 16,42% | 2 650 440  | 11,35% | 4 490 345  | 19,22% | 837 211       | 3,23% | 1 740 759   | 6,71% |
| Sergipe             | 1 577 123   | 296 823    | 18,82% | 310 310    | 27,21% | 571 234    | 50,09% | 148 526    | 13,02% | 110 310    | 9,67%  | 32 124        | 2,51% | 107 796     | 8,42% |
| Tocantins           | 1 039 188   | 207 589    | 19,98% | 337 782    | 44,64% | 311 212    | 41,12% | 54 262     | 7,17%  | 53 504     | 7,07%  | 8 915         | 1,07% | 65 924      | 7,93% |
| Exterior            | 500 340     | 297 104    | 59,44% | 113 690    | 58,79% | 19 540     | 10,10% | 28 073     | 14,52% | 32 078     | 16,59% | 5 046         | 2,49% | 4 339       | 2,14% |
| Total               | 147 306 295 | 29 941 265 | 20,33% | 49 276 990 | 46,03% | 31 342 005 | 29,28% | 13 344 366 | 12,47% | 13 087 312 | 12,22% | 3 106 936     | 2,65% | 7 206 205   | 6,14% |

Os números a seguir foram divulgados pelo Tribunal Superior Eleitoral (TSE).

Resultados eleitorais no segundo turno por unidade da federação. Em verde, os estados onde Jair Bolsonaro venceu; e em vermelho, onde Fernando Haddad venceu.

### Segundo turno
|  | Estados onde Jair Bolsonaro venceu  |
|  | Estados onde Fernando Haddad venceu |

| Estado              | Eleitorado  | Abstenção  | %      | Bolsonaro  | %      | Haddad     | %      | Votos brancos | %     | Votos nulos | %      |
| ------------------- | ----------- | ---------- | ------ | ---------- | ------ | ---------- | ------ | ------------- | ----- | ----------- | ------ |
| Acre                | 547 590     | 148 461    | 27,11% | 294 899    | 77,22% | 86 977     | 22,78% | 6 594         | 1,65% | 10 659      | 2,67%  |
| Alagoas             | 2 187 735   | 543 276    | 24,83% | 610 093    | 40,08% | 912 034    | 59,92% | 25 919        | 1,58% | 96 413      | 5,86%  |
| Amapá               | 512 117     | 117 178    | 22,88% | 185 096    | 50,20% | 183 616    | 49,80% | 6 589         | 1,67% | 19 638      | 4,97%  |
| Amazonas            | 2 428 821   | 519 542    | 21,39% | 885 401    | 50,27% | 875 845    | 49,73% | 29 353        | 1,54% | 118 680     | 6,22%  |
| Bahia               | 10 391 945  | 2 191 618  | 21,09% | 2 060 382  | 27,31% | 5 484 901  | 72,69% | 107 203       | 1,31% | 547 841     | 6,68%  |
| Ceará               | 6 343 848   | 1 185 505  | 18,69% | 1 384 591  | 28,89% | 3 407 526  | 71,11% | 78 178        | 1,52% | 288 048     | 5,58%  |
| Distrito Federal    | 2 086 086   | 394 690    | 18,92% | 1 080 411  | 69,99% | 463 340    | 30,01% | 44 657        | 2,64% | 102 988     | 6,09%  |
| Espírito Santo      | 2 754 749   | 575 920    | 20,91% | 1 276 611  | 63,06% | 747 768    | 36,94% | 51 580        | 2,37% | 102 536     | 4,71%  |
| Goiás               | 4 454 429   | 962 605    | 21,61% | 2 124 739  | 65,52% | 1 118 060  | 34,48% | 59 568        | 1,71% | 189 457     | 5,43%  |
| Maranhão            | 4 536 973   | 1 059 456  | 23,35% | 886 565    | 26,74% | 2 428 913  | 73,26% | 42 274        | 1,22% | 119 765     | 3,44%  |
| Mato Grosso         | 2 330 011   | 611 134    | 26,23% | 1 085 824  | 66,42% | 549 001    | 33,58% | 23 071        | 1,34% | 60 981      | 3,55%  |
| Mato Grosso do Sul  | 1 877 747   | 427 770    | 22,78% | 872 049    | 65,22% | 465 025    | 34,78% | 27 014        | 1,86% | 85 889      | 5,92%  |
| Minas Gerais        | 15 699 063  | 3 631 561  | 23,13% | 6 100 196  | 58,19% | 4 383 099  | 41,81% | 309 050       | 2,56% | 1 275 157   | 10,57% |
| Pará                | 5 498 812   | 1 280 769  | 23,29% | 1 742 188  | 45,19% | 2 112 769  | 54,81% | 60 908        | 1,44% | 302 178     | 7,16%  |
| Paraíba             | 2 868 023   | 460 754    | 16,07% | 782 143    | 35,02% | 1 451 293  | 64,98% | 36 933        | 1,53% | 136 900     | 5,69%  |
| Pernambuco          | 6 569 316   | 1 191 872  | 18,14% | 1 661 163  | 33,50% | 3 297 944  | 66,50% | 76 515        | 1,42% | 341 822     | 6,36%  |
| Paraná              | 7 972 415   | 1 376 226  | 17,26% | 4 224 416  | 68,43% | 1 948 790  | 31,57% | 132 345       | 2,01% | 290 303     | 4,40%  |
| Piauí               | 2 370 422   | 423 451    | 17,86% | 422 095    | 22,95% | 1 417 113  | 77,05% | 20 914        | 1,07% | 86 849      | 4,46%  |
| Rio de Janeiro      | 12 406 861  | 2 985 349  | 24,06% | 5 669 059  | 67,95% | 2 673 386  | 32,05% | 219 829       | 2,33% | 859 238     | 9,12%  |
| Rio Grande do Norte | 2 373 876   | 430 545    | 18,14% | 652 562    | 36,59% | 1 131 027  | 63,41% | 29 990        | 1,54% | 129 752     | 6,68%  |
| Rio Grande do Sul   | 8 353 814   | 1 576 396  | 18,87% | 3 893 737  | 63,24% | 2 263 171  | 36,76% | 208 909       | 3,08% | 411 601     | 6,07%  |
| Rondônia            | 1 175 634   | 293 413    | 24,96% | 594 968    | 72,18% | 229 343    | 27,82% | 13 856        | 1,57% | 44 054      | 4,99%  |
| Roraima             | 333 576     | 62 925     | 18,86% | 183 268    | 71,55% | 72 872     | 28,45% | 3 700         | 1,37% | 10 811      | 3,99%  |
| Santa Catarina      | 5 073 146   | 855 612    | 16,87% | 2 966 242  | 75,92% | 940 724    | 24,08% | 88 680        | 2,10% | 221 888     | 5,26%  |
| São Paulo           | 33 042 569  | 7 196 426  | 21,78% | 15 306 023 | 67,97% | 7 212 132  | 32,03% | 746 949       | 2,89% | 2 581 039   | 9,99%  |
| Sergipe             | 1 577 191   | 312 437    | 19,81% | 364 860    | 32,46% | 759 061    | 67,54% | 21 087        | 1,67% | 119 746     | 9,47%  |
| Tocantins           | 1 039 178   | 258 102    | 24,84% | 356 684    | 48,98% | 371 593    | 51,02% | 7 688         | 0,98% | 45 111      | 5,78%  |
| Exterior            | 500 347     | 298 711    | 59,76% | 131 671    | 71,02% | 53 730     | 28,98% | 7 241         | 3,60% | 8 524       | 4,24%  |
| Total               | 147 306 294 | 31 371 704 | 21,30% | 57 797 847 | 55,13% | 47 040 906 | 44,87% | 2 486 593     | 2,14% | 8 608 105   | 7,43%  |

| Candidato(a)             | Vice                      | 1º turno 7 de outubro de 2018 | 1º turno 7 de outubro de 2018 | 2º turno 28 de outubro de 2018 | 2º turno 28 de outubro de 2018 |
| Candidato(a)             | Vice                      | Votação                       | Votação                       | Votação                        | Votação                        |
| Candidato(a)             | Vice                      | Total                         | Percentagem                   | Total                          | Percentagem                    |
| ------------------------ | ------------------------- | ----------------------------- | ----------------------------- | ------------------------------ | ------------------------------ |
| Jair Bolsonaro (PSL)     | Hamilton Mourão (PRTB)    | 49 276 990                    | 46,03%                        | 57 797 847                     | 55,13%                         |
| Fernando Haddad (PT)     | Manuela d'Ávila (PCdoB)   | 31 342 051                    | 29,28%                        | 47 040 906                     | 44,87%                         |
| Ciro Gomes (PDT)         | Kátia Abreu (PDT)         | 13 344 371                    | 12,47%                        | Não participou                 | Não participou                 |
| Geraldo Alckmin (PSDB)   | Ana Amélia Lemos (PP)     | 5 096 350                     | 4,76%                         | Não participou                 | Não participou                 |
| João Amoêdo (NOVO)       | Christian Lohbauer (NOVO) | 2 679 745                     | 2,50%                         | Não participou                 | Não participou                 |
| Cabo Daciolo (PATRI)     | Suelene Balduino (PATRI)  | 1 348 323                     | 1,26%                         | Não participou                 | Não participou                 |
| Henrique Meirelles (MDB) | Germano Rigotto (MDB)     | 1 288 950                     | 1,20%                         | Não participou                 | Não participou                 |
| Marina Silva (REDE)      | Eduardo Jorge (PV)        | 1 069 578                     | 1,00%                         | Não participou                 | Não participou                 |
| Álvaro Dias (PODE)       | Paulo Rabello (PSC)       | 859 601                       | 0,80%                         | Não participou                 | Não participou                 |
| Guilherme Boulos (PSOL)  | Sônia Guajajara (PSOL)    | 617 122                       | 0,58%                         | Não participou                 | Não participou                 |
| Vera Lúcia (PSTU)        | Hertz Dias (PSTU)         | 55 762                        | 0,05%                         | Não participou                 | Não participou                 |
| José Maria Eymael (DC)   | Helvio Costa (DC)         | 41 710                        | 0,04%                         | Não participou                 | Não participou                 |
| João Goulart Filho (PPL) | Léo Alves (PPL)           | 30 176                        | 0,03%                         | Não participou                 | Não participou                 |
| Total de votos válidos   | Total de votos válidos    | 107 050 749                   | 91,21%                        | 104 838 753                    | 90,43%                         |
| Votos em branco          | Votos em branco           | 3 106 937                     | 2,65%                         | 2 486 593                      | 2,14%                          |
| Votos nulos              | Votos nulos               | 7 206 222                     | 6,14%                         | 8 608 105                      | 7,43%                          |
| Votos pendentes          | Votos pendentes           | 746                           | 0,01%                         | 0                              | 0,00%                          |
| Total                    | Total                     | 117 364 654                   | 79,67%                        | 115 933 451                    | 78,70%                         |
| Abstenções               | Abstenções                | 29 941 171                    | 20,33%                        | 31 371 704                     | 21,30%                         |
| Não apurado              | Não apurado               | 470                           | 0,01%                         | 1 139                          | 0,01%                          |
| Eleitores aptos a votar  | Eleitores aptos a votar   | 147 306 295                   | 100%                          | 147 306 294                    | 100%                           |

### Gráficos
| Primeiro turno - Esquema Gráfico | Primeiro turno - Esquema Gráfico | Primeiro turno - Esquema Gráfico | Primeiro turno - Esquema Gráfico | Primeiro turno - Esquema Gráfico |
| -------------------------------- | -------------------------------- | -------------------------------- | -------------------------------- | -------------------------------- |
|                                  |                                  |                                  |                                  |                                  |
| Jair Bolsonaro                   | Jair Bolsonaro                   |                                  | 46,03%                           | 46,03%                           |
| Fernando Haddad                  | Fernando Haddad                  |                                  | 29,28%                           | 29,28%                           |
| Ciro Gomes                       | Ciro Gomes                       |                                  | 12,47%                           | 12,47%                           |
| Geraldo Alckmin                  | Geraldo Alckmin                  |                                  | 4,76%                            | 4,76%                            |
| João Amoêdo                      | João Amoêdo                      |                                  | 2,50%                            | 2,50%                            |
| Cabo Daciolo                     | Cabo Daciolo                     |                                  | 1,26%                            | 1,26%                            |
| Henrique Meirelles               | Henrique Meirelles               |                                  | 1,20%                            | 1,20%                            |
| Marina Silva                     | Marina Silva                     |                                  | 1,00%                            | 1,00%                            |
| Álvaro Dias                      | Álvaro Dias                      |                                  | 0,80%                            | 0,80%                            |
| Guilherme Boulos                 | Guilherme Boulos                 |                                  | 0,58%                            | 0,58%                            |
| Vera Lúcia                       | Vera Lúcia                       |                                  | 0,05%                            | 0,05%                            |
| José Maria Eymael                | José Maria Eymael                |                                  | 0,04%                            | 0,04%                            |
| João Goulart Filho               | João Goulart Filho               |                                  | 0,03%                            | 0,03%                            |
| Brancos e Nulos                  | Brancos e Nulos                  |                                  | 8,79%                            | 8,79%                            |
| Abstenções                       | Abstenções                       |                                  | 20,33%                           | 20,33%                           |

| Segundo turno - Esquema Gráfico | Segundo turno - Esquema Gráfico | Segundo turno - Esquema Gráfico | Segundo turno - Esquema Gráfico | Segundo turno - Esquema Gráfico |
| ------------------------------- | ------------------------------- | ------------------------------- | ------------------------------- | ------------------------------- |
|                                 |                                 |                                 |                                 |                                 |
| Jair Bolsonaro                  | Jair Bolsonaro                  |                                 | 55,13%                          | 55,13%                          |
| Fernando Haddad                 | Fernando Haddad                 |                                 | 44,87%                          | 44,87%                          |
| Brancos e Nulos                 | Brancos e Nulos                 |                                 | 9,57%                           | 9,57%                           |
| Abstenções                      | Abstenções                      |                                 | 21,30%                          | 21,30%                          |